# Parc national du Tsingy de Namoroka
Le parc national du Tsingy de Namoroka est un parc national malgache situé dans la partie nord-ouest de l'île, dans le district de Soalala de la province de Mahajanga. La gestion du parc national du Tsingy de Namoroka a été accordé à Madagascar National Parks.

## Histoire
En malgache, tsingy signifie « aiguille » ; c'est le nom donné aux roches coupantes formées par la dissolution du calcaire karstique de type calcarénite. Le plateau s'est formé il y a 160 millions d'années dans le Gondwana par accumulation sédimentaire, avant sa surélévation et son érosion progressive,.
Le parc a été créé en 1927, puis il est devenu une réserve intégrale en 1966 et a été enfin classé parc national en 2002.

## Géographie
Situé dans la partie nord-ouest de Madagascar, à environ 50 km au sud de Soalala, le parc national du Tsingy est localisé dans le massif de Namoroka. Il a un climat sec s'étalant sur sept mois et un climat humide sur cinq mois seulement. La pluviométrie est d'environ 115 cm/an, et la température moyenne autour de 25 °C.
Le parc est connu pour ses murs de tsingy, caves, canyons, ainsi que pour ses bassins naturels.

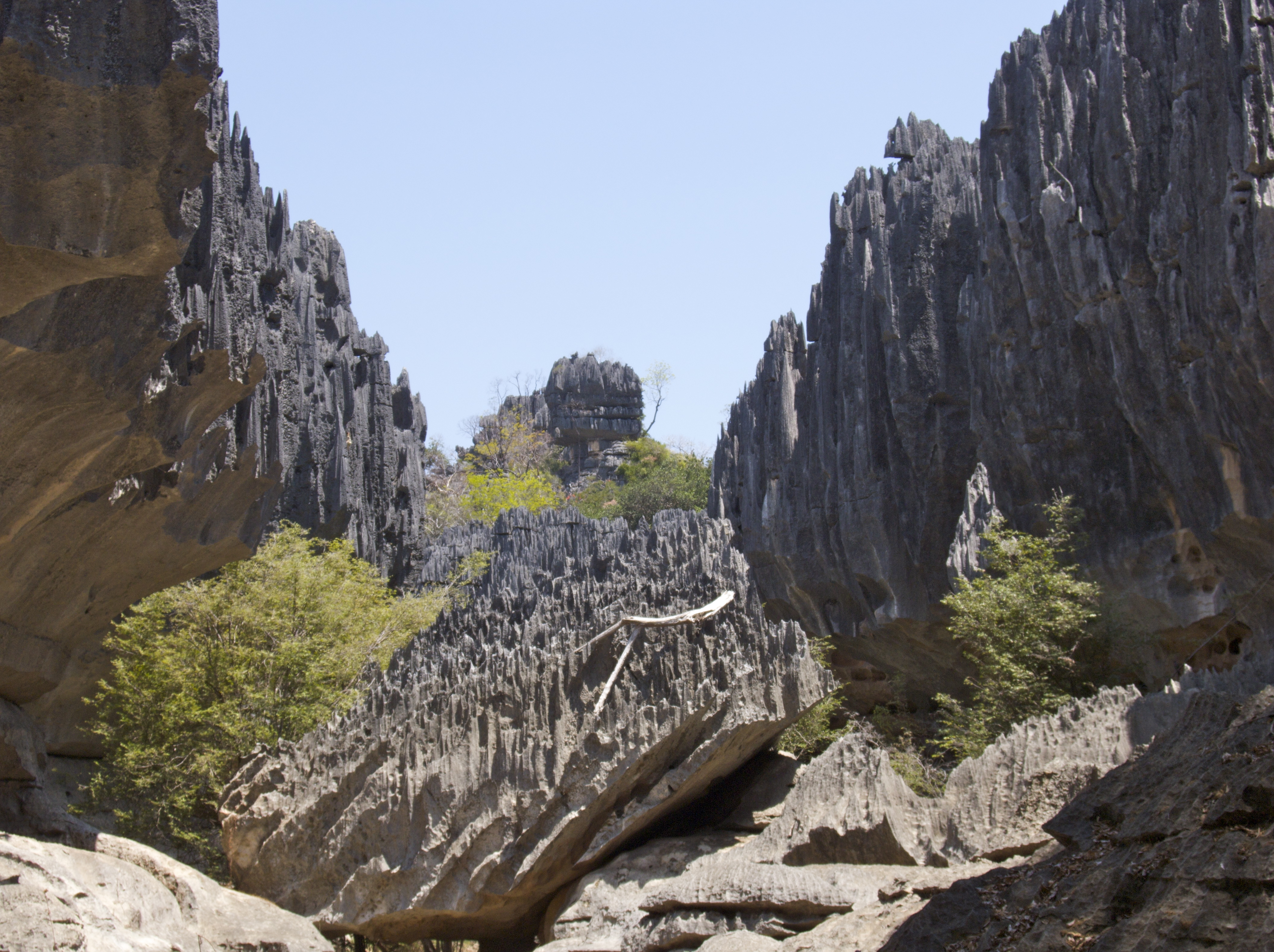
Tsingy de Namoroka

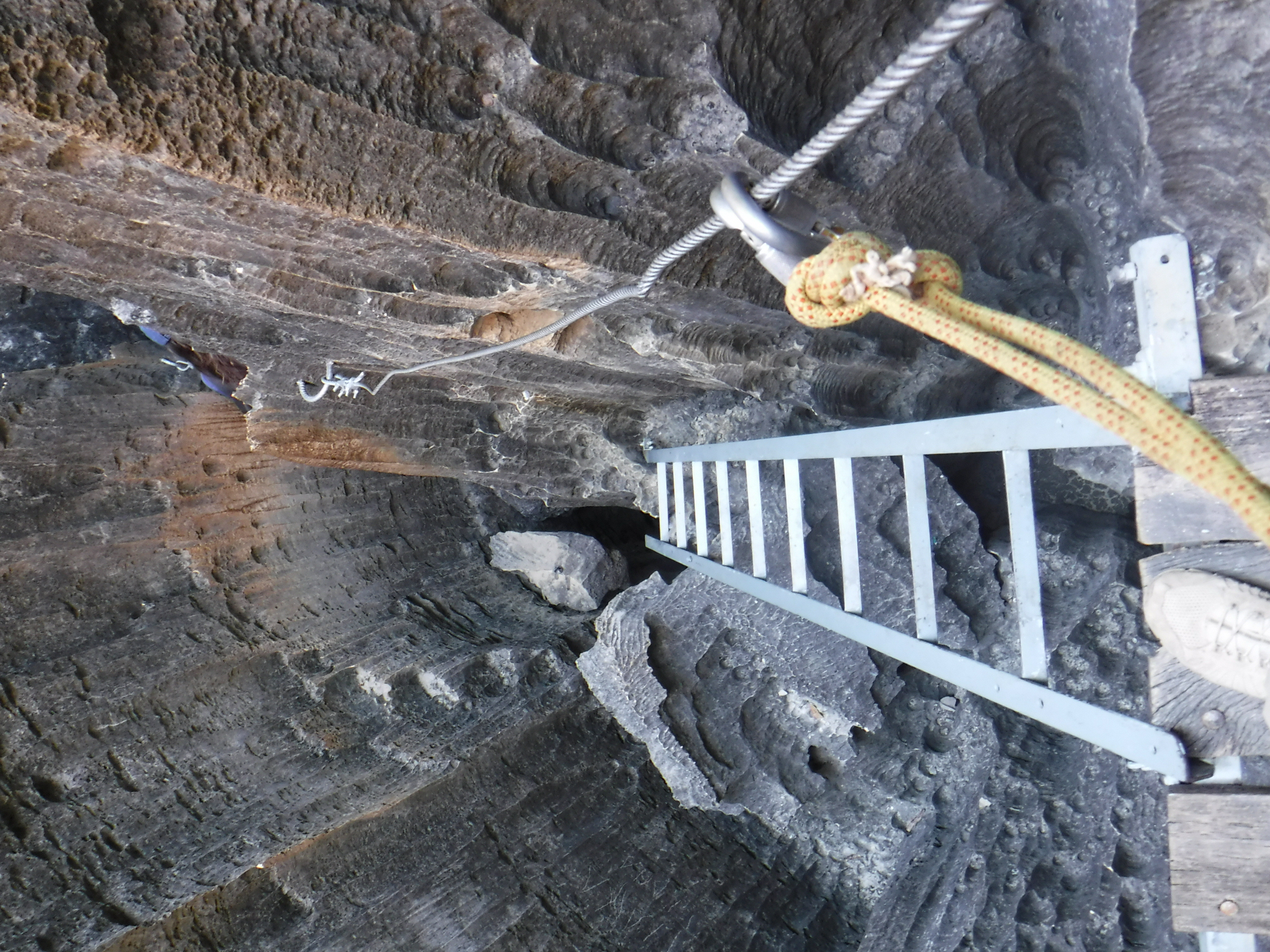
Allée de Tsingy dans le Parc Namoroka

## Faune
Comme la plupart des parcs de Madagascar, le parc national de Namoroka est connu pour la diversité et l'abondance de sa nature sauvage. Sur les 81 espèces d'oiseaux présentes, 31 sont endémiques à Madagascar et 23 autres espèces endémiques à Madagascar et aux îles voisines.
Le parc national de Namoroka est également le foyer de trente espèces de reptiles, cinq types de grenouilles, seize mammifères dont huit lémuriens. Spécifiquement, Namoroka est le foyer des espèces suivantes de lémuriens:
- Propithecus deckenii
- Eulemur rufus
- Hapalémur gris
- Lémurien à fourche oriental
- Microcèbe mignon
- Lepilemur edwardsi
- Cheirogaleus minusculus
- Aye-aye

## Influence
Namoroka a été choisi comme nom de code de la version 3.6 du navigateur web Mozilla Firefox.